# Marina Sáez Rubio
Marina Sáez Rubio (Barcelona, 1988) és una il·lustradora barcelonina. Arquitecta de formació i amb estudis de Belles arts, combina la docència a diverses escoles de Barcelona amb la creació de llibres per infants.

## Biografia
És llicenciada en arquitectura per la UPC i va cursar els primers tres anys de Belles Arts (UB). Va exercir dos anys com arquitecta i gràcies a un certificat professional del SOC va atrevir-se a fer un gir a la seva carrera professional.
A partir d'aquí ha il·lustrat campanyes publicitàries i d'animació. A més, Ha publicat el projecte editorial amb perspectiva de gènere La Finestra Indiscreta (MTM, 2023), seleccionat entre els Millors Llibres d'Autoria Catalana 2023 per l'Ibbycat i Premi REL 2018 del Laboratori d’art i cultura digital de Tantàgora.
El seu primer còmic és Aiguagim (Editorial Finestres, 2024), guanyador de la Menció Especial del Premi Finestres de Còmic en Català 2022. És l’ànima del taller mòbil de creació artística La Taca, i forma part del col·lectiu de producció artística comunitària Pink Pixel Collective.
Ha exposat la seva obra a Barcelona, Atenes, Berlín i Chicago.

## Publicacions
- Barrejacolors (MTM, 2021)
- El Museu Perdut (MTM, 2022)
- Bullying (Coni La Gotteria. Flamboyant, 2022).
- La Finestra Indiscreta (MTM, 2023)
- Aiguagim (Editorial Finestres, 2024)
- Aguagima (Garbuix Books, 2024) en castellà